# USS California (BB-44)
La USS California (codice e numero d'identificazione BB-44) è stata una nave da battaglia appartenente alla United States Navy, seconda e ultima unità della classe Tennessee. Fu varata nel novembre 1919 dal cantiere navale di Mare Island.
Rivestì sin da subito e fino al 1941 il ruolo di nave ammiraglia delle forze da battaglia della United States Pacific Fleet; partecipò a esercitazioni e crociere per gran parte del suo servizio. Durante l'attacco di Pearl Harbor fu gravemente danneggiata da due o tre siluri e da una bomba e affondò nella rada, poggiando sul fondo. Recuperata nel marzo 1942, subì una radicale ricostruzione durata sino al gennaio 1944. Entrò in azione sul fronte del Pacifico il giugno seguente, nei bombardamenti delle isole di Saipan, Guam e Tinian, strenuamente difese dalle forze giapponesi. Al contrario la sua partecipazione alla campagna nelle Palau fu annullata dopo che, in agosto, subì uno speronamento dalla gemella USS Tennessee. Dall'ottobre 1944 al gennaio 1945 fu presente alle importanti operazioni nelle Filippine, dallo sbarco a Leyte a quello del Golfo di Lingayen: qui, il 6 gennaio, fu duramente colpita da un kamikaze, tanto che poté riprendere il proprio posto solo nel giugno 1945. In seguito alla capitolazione nipponica vigilò sugli sbarchi incruenti in territorio giapponese prima di navigare sino a Filadelfia. Messa in riserva nel 1947, fu radiata nel 1959 e demolita quello stesso anno.

## Servizio operativo

### Costruzione

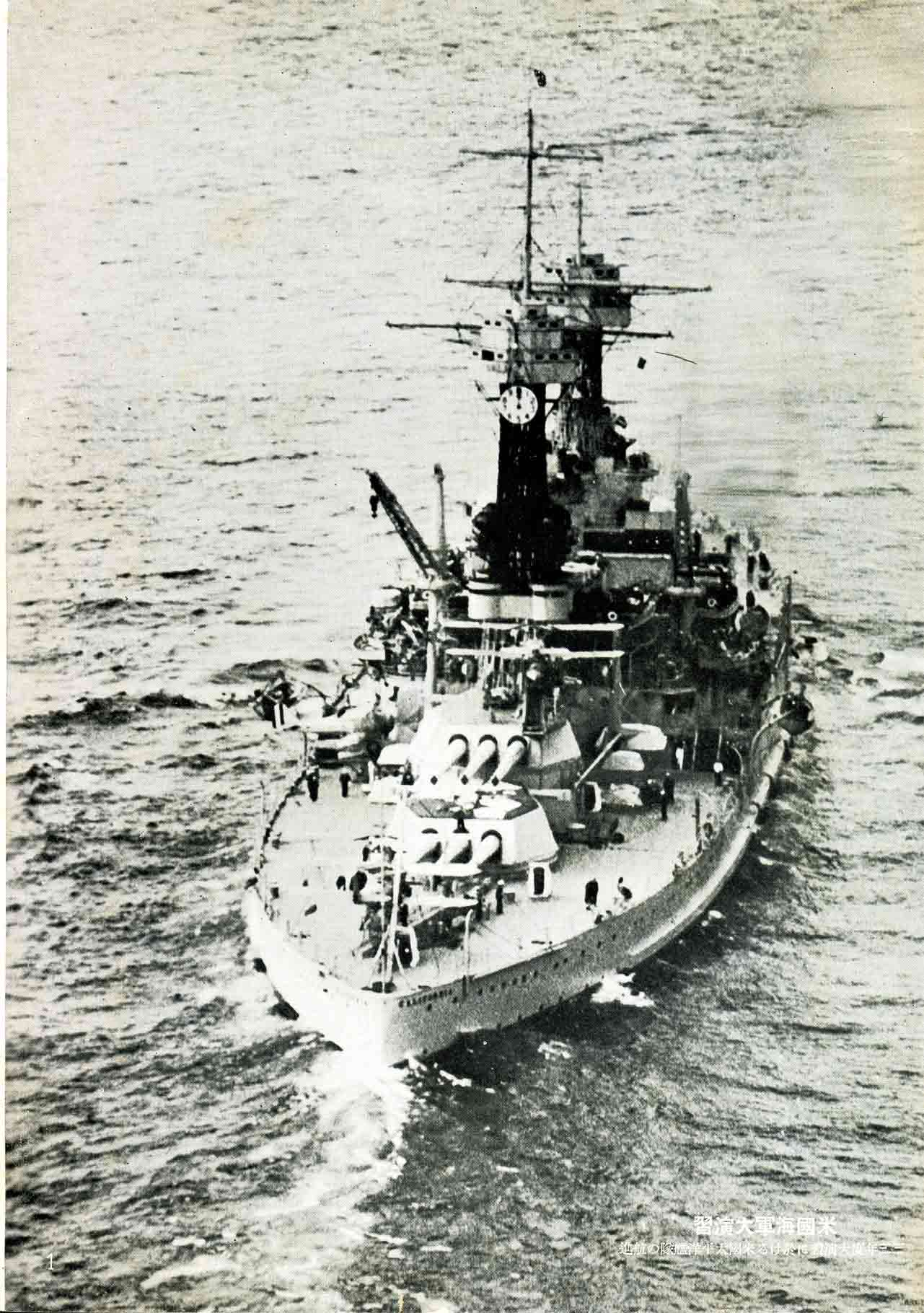
La California negli anni 1930: si possono notare le catapulte e gli idrovolanti

La nave da battaglia California fu ordinata nel programma navale del 1916 approvato dal governo statunitense. La sua chiglia fu impostata nel cantiere navale di Mare Island (Vallejo, California) il 25 ottobre 1916 e il varo avvenne il 20 novembre 1919: madrina della cerimonia fu la signorina Barbara Stephens Zane, figlia del governatore William Stephens, assistita dal capitano di vascello Frank M. Clark. L'unità fu completata nella primavera 1921 ed entrò in servizio il 10 agosto di quell'anno, con il nominativo di chiamata radio "November-Alfa-Foxtrot-Tango". Era la quinta unità in forza alla United States Navy a essere chiamata in onore dell'omonimo Stato.

### Gli anni venti e trenta
Il primo comandante, il capitano di vascello H. J. Ziegemeier, condusse la California alla base avanzata di Pearl Harbor nelle Hawaii, dove prese il posto di nave ammiraglia della squadra da battaglia della United States Pacific Fleet, nella quale fu inserita anche l'unità gemella USS Tennessee. Nei successivi vent'anni la California effettuò regolari esercitazioni combinate con l'Esercito, sessioni d'addestramento e partecipò a ogni Fleet problem – ovvero grandi esercitazioni a livello di flotta, complesse e costose, ma che si rivelarono a posteriori molto utili per le operazioni nella seconda guerra mondiale. L'equipaggio dette prova di ottima preparazione ed eccellente esecuzione di manovre, tanto che nel 1921-22 si guadagnò il "Battle Efficiency Pennant" e, nel 1925-26, il riconoscimento "Gunnery Efficiency". L'attività militare fu intervallata da svariate crociere all'estero nei porti dell'oceano Pacifico e di visite di buon vicinato, ad esempio quella del 1925 alla volta di Australia e Nuova Zelanda: in questa specifica occasione la California condusse l'intera Battle Fleet e una divisione di incrociatori pesanti della Scouting Fleet, formazione della Pacific Fleet deputata all'avvistamento e al primo ingaggio di forze navali ostili. La California presenziò inoltre alle riviste navali presidenziali del 1927, 1930 e 1934. Nel 1933 l'equipaggio contribuì ai soccorsi per la popolazione colpita dal terremoto di Long Beach.
Durante questi due decenni di servizio la corazzata fu oggetto di alcune modifiche. Già nel 1924 fu aggiunta una catapulta sul tetto della torretta sopraelevata di poppa e imbarcate le attrezzature per manovrare un idrovolante Martin MO, una vera innovazione per l'epoca. Il Martin fu rimpiazzato nel 1930 da tre Vought UO-1 o Vought VE-9, a loro volta sostituiti alla fine degli anni trenta dai Vought O2U Corsair; nel 1939 i Corsair cominciarono a cedere il posto agli idrovolanti Curtiss SOC Seagull. Dato l'incremento del numero di idrovolanti, nel 1934-36 una seconda catapulta era stata inchiavardata nel giardinetto. Nel 1929-1930 la California fu ormeggiata per rimpiazzare i quattro cannoni Mark 10 da 76 mm contraerei con otto cannoni Mark 10 da 127 mm L/25 contraerei, di recente introduzione, e nell'occasione furono aggiunte anche otto mitragliatrici pesanti Browning M2 da 12,7 mm: due furono piazzate sulle piattaforme dell'albero a gabbia di prua e quattro su quello poppiero, in modo da godere del miglior campo di tiro. Infine, nell'autunno-inverno 1941, due pezzi Mark 8 da 127 mm furono sbarcati e, nello sforzo di migliorare la difesa contraerea, apparvero quattro Mark 20 da 76 mm L/50 in installazioni singole sul ponte.

### La seconda guerra mondiale

#### Pearl Harbor
Dal 1940 la California, così come il grosso della Pacific Fleet, fu di stanza a Pearl Harbor e mantenne il ruolo di ammiraglia. L'aumento delle tensioni con l'Impero giapponese e lo svolgimento delle ostilità europee da oltre un anno costrinse ad annullare il Fleet problem previsto per il 1941 e un ulteriore ciclo di modernizzazione per la classe Tennessee. Il 7 dicembre 1941, giorno dell'attacco aereo giapponese alla base statunitense, la California si trovava ormeggiata al molo più meridionale del cosiddetto "viale delle corazzate", gli ancoraggi per le unità capitali sul lato sud-orientale dell'isola Ford. Casualmente, quel giorno la nave avrebbe dovuto essere ispezionata con attenzione e quindi numerosi portelli e porte a tenuta stagna erano stati aperti; inoltre era ormeggiata in solitaria, non in coppia: queste circostanze la lasciarono particolarmente vulnerabile agli attacchi degli aerosiluranti nipponici. Nei primi minuti dell'improvvisa e massiccia incursione giapponese, l'ufficiale più alto in grado a bordo (capitano di corvetta Marion Little) ordinò i posti di combattimento e l'equipaggio si precipitò sulle uniche armi per le quali erano disponibili munizioni, vale a dire due mitragliatrici M2 con 400 cartucce e due pezzi da 127 mm con cinquanta granate. Sulla California puntarono quasi subito diversi Nakajima B5N, provenienti dal lato di babordo, e un siluro esplose alle 08:05 all'ordinata 52, sotto la cintura corazzata: si aprì uno squarcio di 3 × 7,30 metri e la paratia trasversale fu piegata. Un secondo ordigno provocò una falla di 12 metri più verso poppa e, anche in questo caso, le difese antisiluro passive resistettero. Secondo il rapporto operativo consegnato il 13 dicembre dal comandante capitano di vascello Joel W. Bunkley, invece, due siluri impattarono alle 08:05 all'ordinata 10 e provocarono una spaccatura di 12 metri, estesa dalla giuntura della cintura corazzata fino all'aletta antirollio. Alle 08:20 una terza arma esplose all'ordinata 47 e scavò un grosso foro irregolare di circa 8,20 × 9,75 metri. Anche lo storico navale Bernard Millot parla di tre siluri giapponesi giunti a segno sulla California.

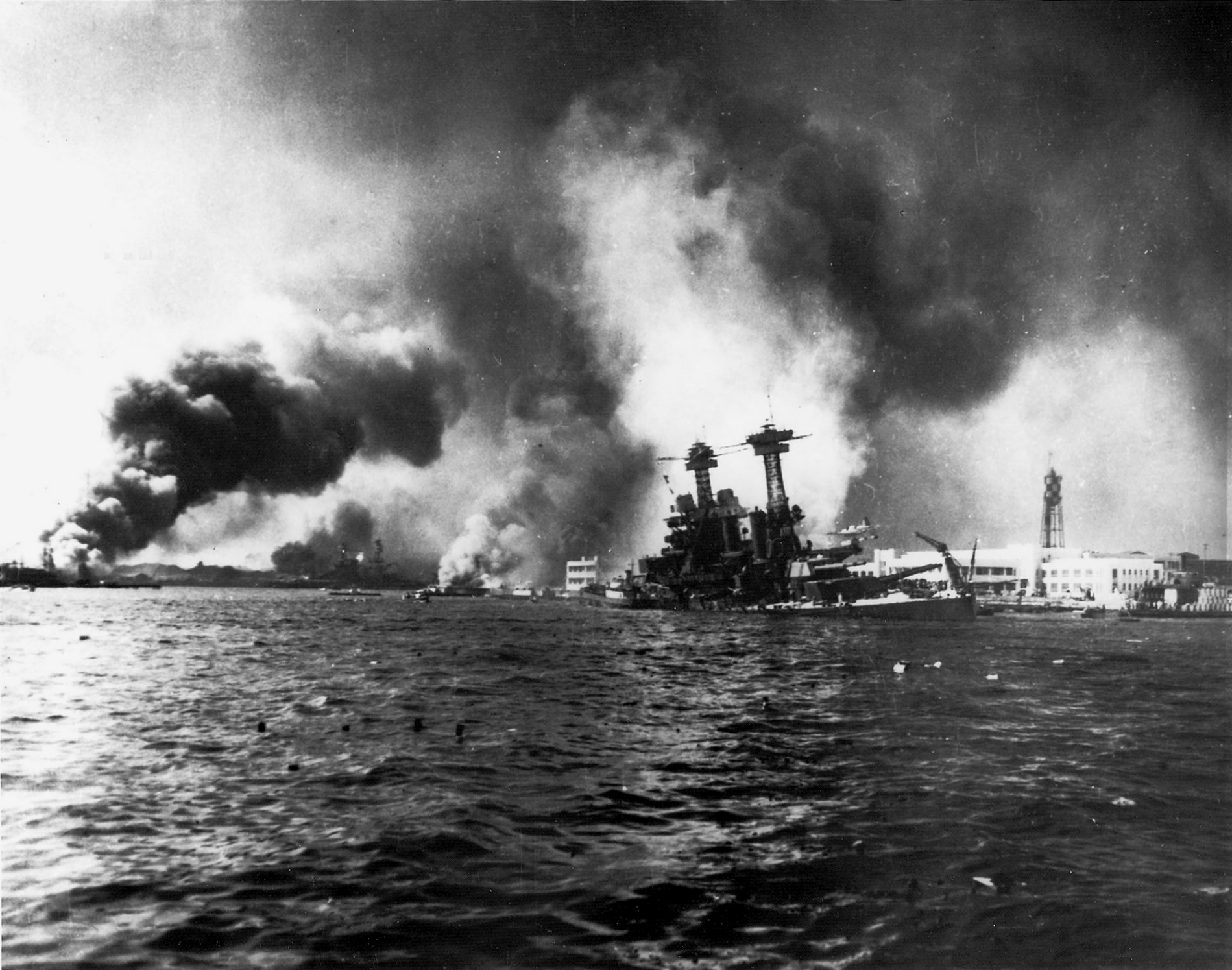
La California, sulla destra, come si presentava dopo l'attacco giapponese del 7 dicembre. Le colonne di fumo sullo sfondo provengono dal cacciatorpediniere (estrema sinistra) e dalla nave da battaglia incagliata (al centro).

Dalle grosse falle nello scafo l'acqua invase rapidamente i locali, complice la contingenza dell'ispezione; parte dell'equipaggio cercò invano di chiudere quante più porte possibile (alcuni uomini rimasero isolati e morirono affogati) mentre altri recavano a mano le munizioni alle armi contraeree, ancora in azione. Lo sbandamento sulla sinistra di 6° fu corretto con un tempestivo controallagamento sulla destra, tuttavia l'acqua mise fuori uso il sistema elettrico e le pompe smisero di funzionare, rendendo molto difficile circoscrivere l'allagamento. Intanto quattro B5N attrezzati come bombardieri avevano preso di mira la California, ma le loro bombe esplosero in mare alle 08:40 senza provocare danni. Subito dopo arrivò a bordo il capitano di fregata Earl Stone, vicecomandante della corazzata, che si adoperò per meglio coordinare l'equipaggio, proprio mentre appariva la seconda ondata giapponese. Alle 09:00 circa un bombardiere in picchiata Aichi D3A effettuò il lancio del proprio ordigno arrivando da babordo di prua; la bomba, forse di tipo perforante, cadde sulla destra all'altezza della casamatta numero 1, ordinata 59; trapassò la corazzatura ed esplose al di sotto del ponte principale. Sul colpo rimasero uccisi 50 marinai, scoppiò un violento incendio e tutti gli ambienti circostanti ebbero pareti o soffitti contorti dall'esplosione; il fuoco progredì verso poppa, devastando altre casematte. Dopo questo duro colpo la nave fu raggiunta dal capitano Bunkley e dal viceammiraglio William Pye, il comandante della Battle Fleet, i quali decisero alle 10:00 di ordinare per il momento l'abbandono della California, che progressivamente stava venendo avviluppata dal carburante in fiamme sulla superficie della rada. L'ordine fu però annullato circa un quarto d'ora più tardi, dato che il muro di fiamme si era allontanato. La California poté essere affiancata da una motobarcapompa che collaborò con l'equipaggio nelle operazioni di salvataggio, rese difficili dal caos generale e dal grosso incendio sulla dritta. La corazzata, colma d'acqua, continuò comunque ad abbassarsi sul livello del mare fino al 10 dicembre, quando si incassò saldamente nel fondale fangoso, lasciando spuntare le sovrastrutture e parte delle torrette superiori; il giardinetto era sotto la superficie di circa 3,65 metri.
Nel corso dell'attacco la California ebbe cinque ufficiali morti e sei feriti, oltre a 48 morti, 58 feriti e 45 dispersi, in seguito dichiarati deceduti. L'equipaggio rivendicò un abbattimento sicuro di un D3A, ottenuto con le due Browning sull'albero prodiero alle 08:30, e la probabile distruzione di un secondo velivolo nipponico alle 08:32. Un'altra fonte riporta invece cifre un poco differenti: 98 morti e 61 feriti.

#### La ricostruzione

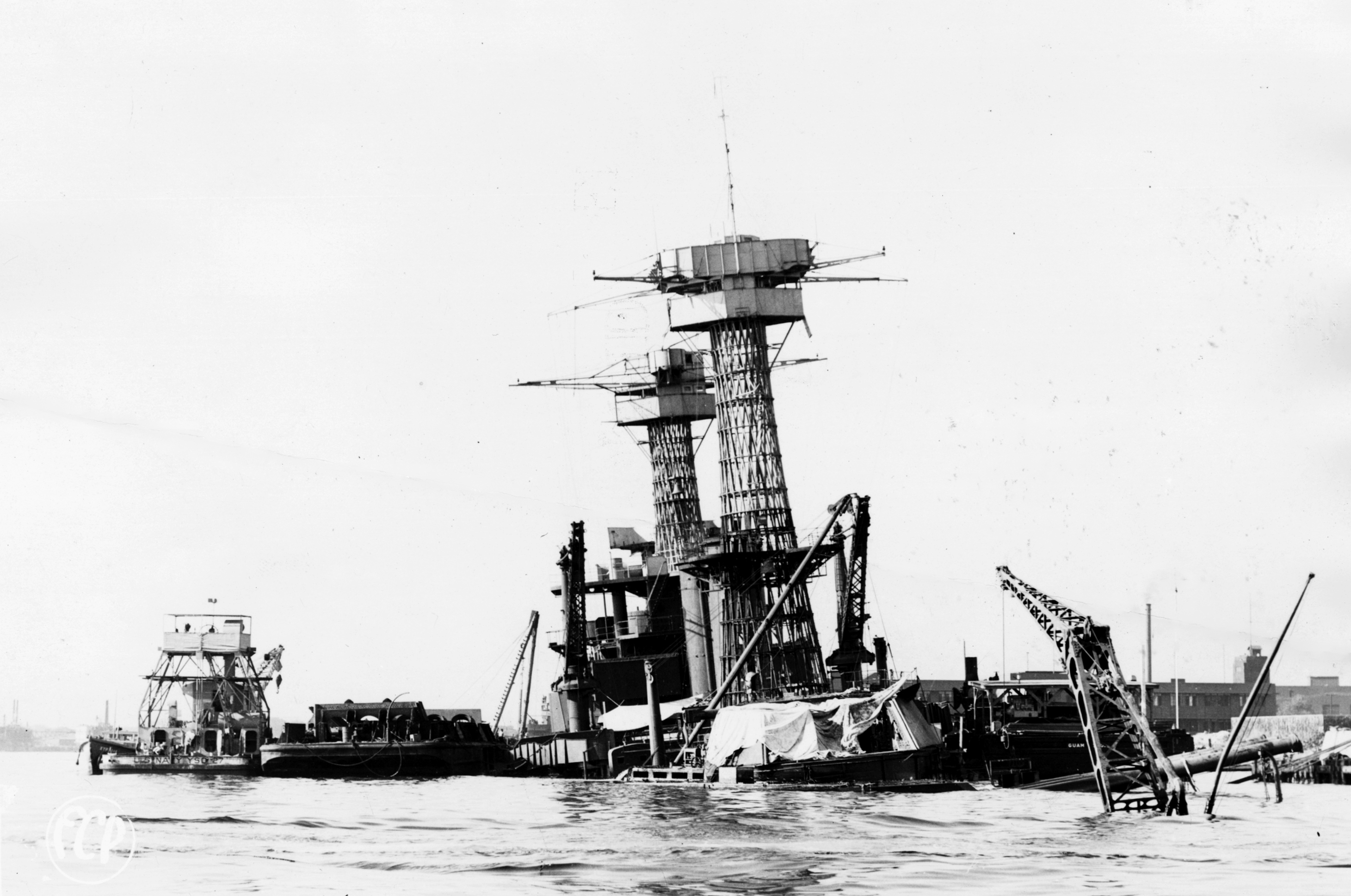
Un momento delle operazioni di recupero della nave

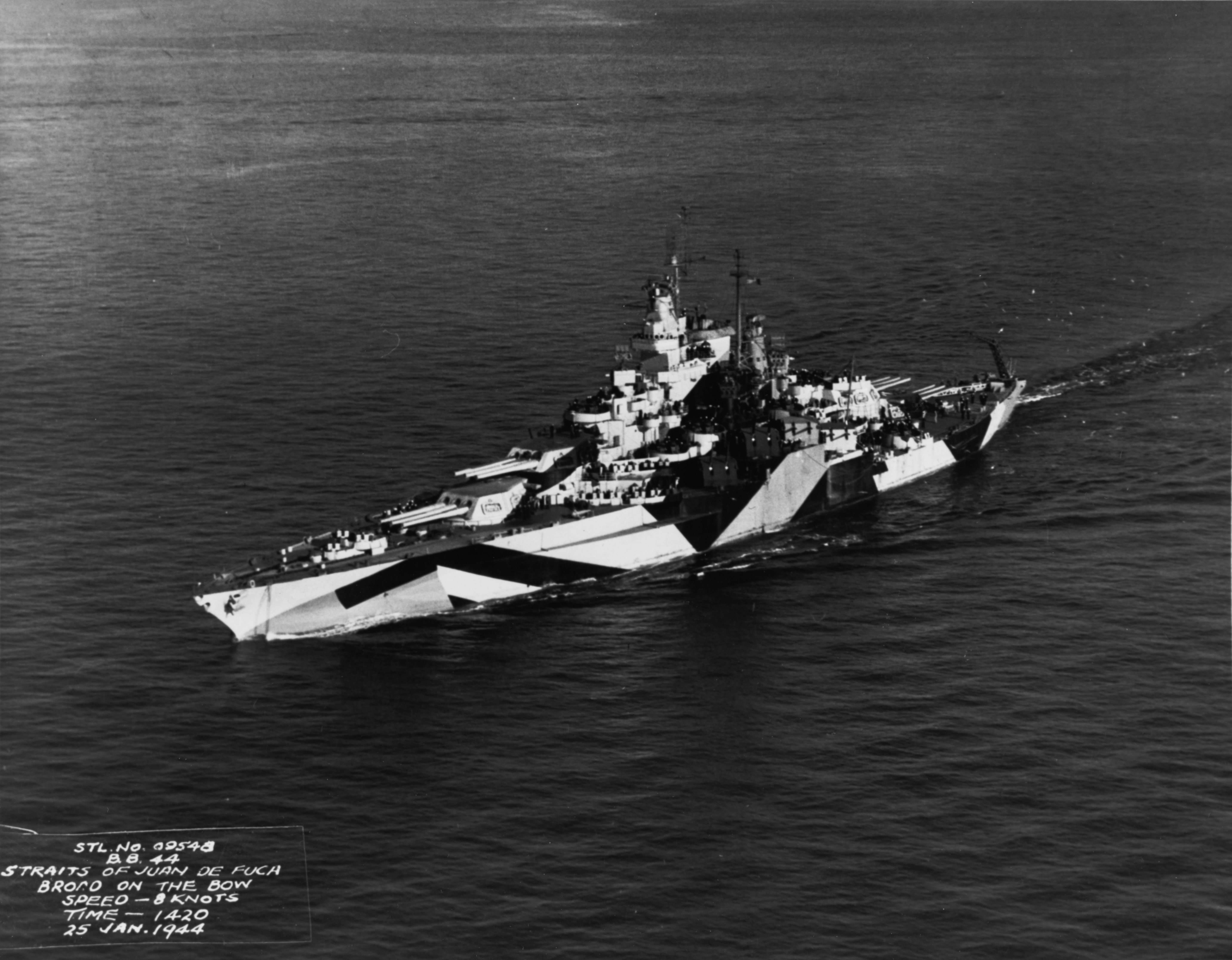
La California in navigazione dopo il processo ricostruttivo: si notano in particolare la massa delle sovrastrutture, le nuove torrette con cannoni da 127 mm a fuoco rapido e le nuove strumentazioni radar

Per quanto in pessime condizioni, la California era recuperabile. Nella marina si levarono alcuni dubbi sulla convenienza di rimettere a galla navi da battaglia relativamente datate come la California e ricostruirle estesamente come intendeva fare lo stato maggiore, poiché avrebbe significato sovraccaricare l'apparato propulsore e diminuire la già modesta velocità massima. In ultimo, però, il salvataggio della corazzata fu autorizzato. Sommozzatori coprirono le grosse falle e l'acqua fu pompata fuori, fino a quando il 26 marzo 1942 l'unità fu dichiarata recuperata. Il 5 aprile, però, un'esplosione accidentale fece saltare una delle piastre provvisorie aggiunte nella metà anteriore e la nave rischiò di allagarsi nuovamente; gli sforzi frenetici del personale e dell'equipaggio rimediarono all'incidente, causato probabilmente da una miscela di vapori di olio combustibile e di acido solfidrico (che si era incendiata per motivazioni ignote). Il 9 aprile fu rimorchiata al bacino di carenaggio numero 2 (uscito illeso dall'attacco del 7 dicembre) e qui fu resa navigabile dopo circa sette settimane di lavori. La California rimase tuttavia a Pearl Harbor fino al 10 ottobre, quando le disposizioni per modernizzarla furono definitivamente confermate: salpò con la scorta del cacciatorpediniere USS Gansevoort alla volta del Puget Sound Naval Shipyard (Washington), dove la ricostruzione durò dal 20 ottobre al 31 gennaio 1944, impedendo all'unità di partecipare alle prime offensive statunitensi nel Pacifico.
Le modifiche furono numerose e importanti, anche perché i danni patiti a Pearl Harbor resero più facile operare interventi radicali. Le maestranze di Puget Sound saldarono nuove controcarene, estesero la lunghezza del doppio scafo, ricavarono più spazi interni per incrementare la scorta di olio combustibile a 4775 tonnellate; la compartimentazione interna fu migliorata e tutti gli oblò furono chiusi. Anche l'impianto elettrico fu totalmente ricostruito, aumentandone di tre volte l'efficienza. L'opera morta fu estesamente rimodellata: sparirono gli alberi a gabbia e i due vecchi fumaioli, dato che i fumi di combustione furono convogliati in un solo, massiccio fumaiolo integrato nelle sovrastrutture. La torre di comando originale fu scambiata con quella più piccola in uso sulla classe Brooklyn (corazzatura: 127 mm) allo scopo di migliorare la distribuzione dei pesi. Tra questa e il fumaiolo furono inseriti un robusto albero prodiero tripode e un compatto torrione corazzato, che ospitava una seconda plancia e il direttore del tiro per la batteria di cannoni da 356 mm. Sul ponte e in corrispondenza dei magazzini munizioni furono aggiunte lastre da 76 mm di acciaio a trattamento speciale; materiale dello stesso tipo, per uno spessore di 51 mm, incrementò la protezione dei tetti delle torrette principali a circa 180 mm e apparve anche su altre zone vitali della corazzata. Furono quindi installati sulle nuove alberature un radar SC-2 e uno SG. Moderni apparati di controllo del tiro Mark 8 (due impianti) e Mark 4 (quattro impianti) trovarono posto in ballatoi sulle sovrastrutture.
I dodici pezzi da 356 mm ebbero tutti nuove canne del tipo Mark 14, mentre l'armamento secondario fu completamente reimpostato su sedici cannoni Mark 12 da 127 mm L/38 in otto torrette (quattro per murata), eccellenti armi antinave/antiaeree. Ogni coppia di torrette faceva riferimento a un direttore del tiro Mark 37, piazzato sulle sovrastrutture. La contraerea leggera fu massicciamente incrementata: dieci installazioni quadruple di cannoni Bofors da 40 mm L/56 (cinque per fiancata, al di sopra delle torri da 127 mm) e 52 cannoni Oerlikon da 20 mm L/70 su affusti a piedistallo singoli scudati, distribuiti a gruppi attorno e sulle sovrastrutture. I tubi lanciasiluri e le mitragliatrici M2 furono rimossi, così come entrambe le catapulte, danneggiate od obsolete (specialmente quella sul tetto di una delle torrette principali). Una nuova catapulta, completa di argano e altre strumentazioni, fu piazzata sul giardinetto e il gruppo imbarcato della nave da battaglia fu fissato a tre idrovolanti – forniti via via nei modelli Curtis SOC Seagull, Curtiss SO3C Seamew, Vought OS2U Kingfisher. Riguardo l'apparato propulsore, i tecnici e i comandi statunitensi si limitarono a un'accurata manutenzione e alla sostituzione delle componenti più vecchie o usurate; rimesso a nuovo, poté sviluppare una potenza massima di 29500 shp/30 908 shp.
Alla conclusione della ricostruzione la California presentò una larghezza massima di 34,75 metri, un dislocamento standard di 35416 tonnellate e a pieno carico di 40991/41605 tonnellate e un pescaggio di 10,10/10,70 metri. Tale incremento di massa ridusse la velocità massima a 20,05 nodi, mentre l'autonomia rimase ai livelli prebellici. L'equipaggio si era ingrossato a 114 ufficiali e 2129 tra sottufficiali e marinai.

#### 1944-1945
Il 31 gennaio 1944 la California salpò con destinazione San Pedro per collaudare la nuova impostazione generale e intraprendere poi una crociera di messa a punto, prima fase dell'intensivo addestramento cui fu sottoposto l'equipaggio, completamente formato da nuove reclute e ufficiali appena usciti dalla Naval Academy di Annapolis. Dopo un ultimo controllo alla sala macchine a San Francisco, il 5 maggio la nave partì per il Pacifico centrale, dove si stava assemblando la Quinta Flotta dell'ammiraglio Raymond Spruance per l'invasione delle isole Marianne. Fece una tappa a Pearl Harbor e l'equipaggio effettuò pratica di tiro al largo dell'isoletta di Kahoolawe, all'epoca un luogo tradizionale per esercitazioni realistiche. Il 31 maggio salpò con rotta per Roi-Namur, base avanzata nell'atollo di Kwajalein, e si unì l'8 giugno al Task group 52.17 della Task force 52 del contrammiraglio Jesse Oldendorf; la formazione salpò poco dopo con l'incarico di bombardare l'isola di Saipan e stazionare nelle sue acque per appoggiare lo sbarco e l'avanzata delle truppe. La mattina del 14 la TF 52 dette avvio al bombardamento preliminare: la California, assistita da un suo idrovolante, bombardò in particolare la cittadina di Garapan e vi distrusse anche un paio di carri armati nipponici (sorpresi allo scoperto). L'artiglieria costiera dei difensori rispose vigorosamente e un proietto da 120 mm colpì la nave, mettendo fuori uso il radar (si contarono un morto e nove feriti), che rimase al suo posto e collaborò con la nave da battaglia USS Maryland nella distruzione di una batteria giapponese annidata sull'isoletta di Mañagaha, poco a ovest di Saipan. Il giorno successivo avvenne lo sbarco della 2nd Marine Division, che la California supportò con numerose azioni di fuoco man mano che penetrava nell'interno; i suoi grossi calibri contribuirono a spezzare il brutale contrattacco notturno giapponese del 16-17 giugno, mentre la sua numerosa contraerea condivise con la Maryland l'abbattimento di un Kawasaki Ki-61. Il 22 la corazzata partì in direzione dell'atollo di Eniwetok, dove si rifornì di munizioni, combustibile e fu riparata; salpò dunque nuovamente per Saipan, salvo ricevere notizia che ormai l'isola era sotto controllo. Il comando della Quinta Flotta l'assegnò, con la gemella Tennessee e quattro cacciatorpediniere, alla Task Unit 53.1.16, incaricata di appoggiare lo sbarco a Guam. Sottopose l'isola a un intenso bombardamento dal 19 al 21 luglio quindi, dopo altri due giorni di operazioni a supporto delle truppe sbarcate, si spostò a Saipan per riempire i depositi di munizioni e collaborare alla preparazione pre-sbarco contro l'isola di Tinian: in particolare, la California fece parte di una formazione navale che doveva solo attirare l'attenzione della guarnigione nipponica a sud, mentre il vero sbarco avvenne il 24 luglio a nord. La corazzata rimase al largo di Tinian fino al 31 luglio, azionando l'armamento su bersagli indicati dai reparti a terra, e a inizio agosto fu richiamata a Guam per stroncare l'ultimo sussulto di resistenza giapponese. Il 9 agosto poté rientrare a Eniwetok per rifornirsi di carburante e munizioni.

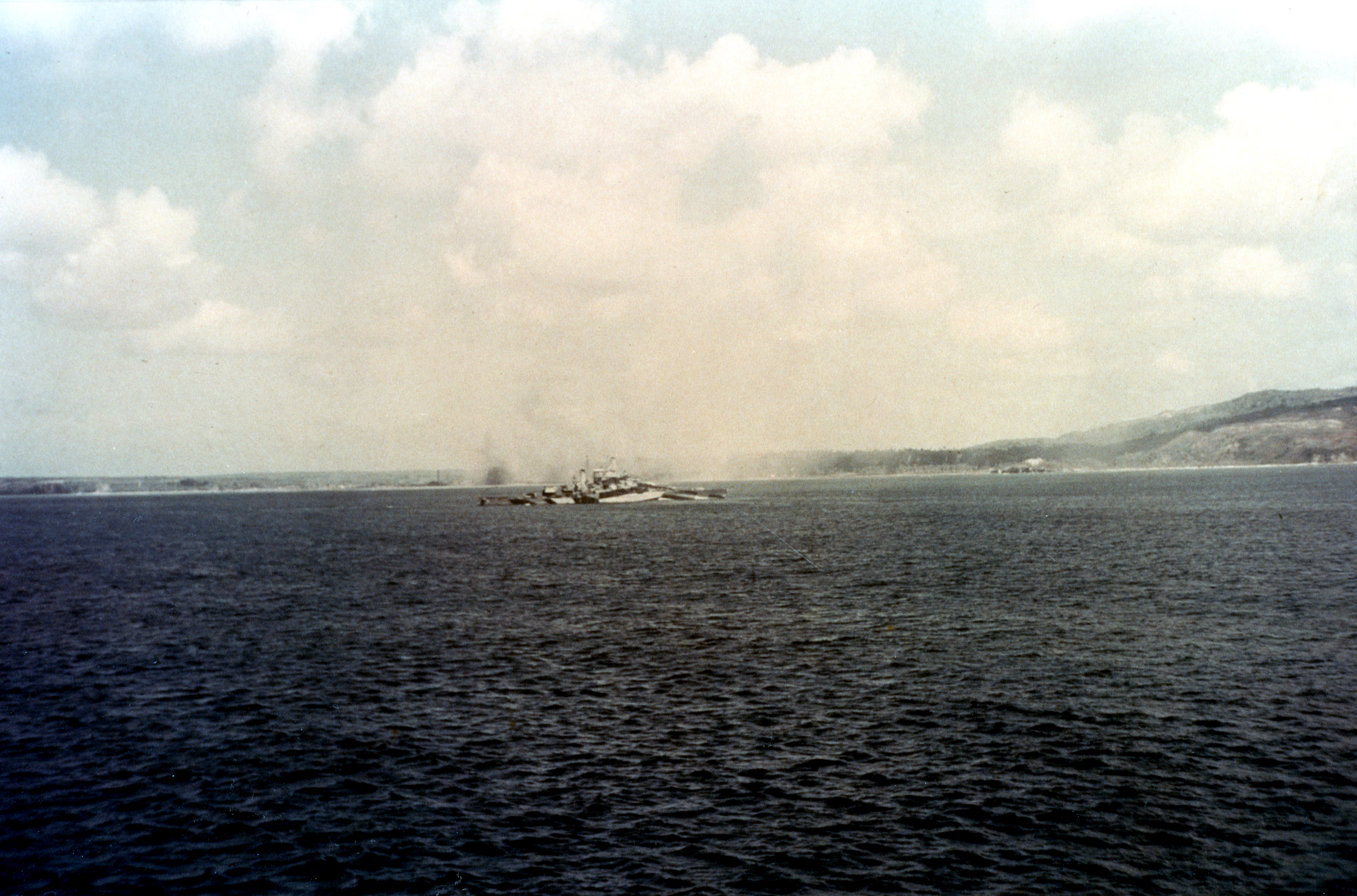
La California impiega il suo armamento pesante contro le posizioni giapponesi a Guam, nel luglio 1944

Il 19 agosto diverse navi, comprese la California e la Tennessee, salparono dall'atollo per raggiungere Espiritu Santo, in preparazione all'operazione Stalemate II, l'assalto anfibio alle isole Palau. Il 23 agosto, però, la Tennessee accusò un improvviso malfunzionamento agli organi di governo; uscì dalla formazione, descrisse un cerchio e impattò contro la California a prua: la corazzata, con sette morti a bordo, fu temporaneamente raddobbata in modo tale da arrivare a destinazione ed entrare subito in un bacino di carenaggio galleggiante: le riparazioni si conclusero il 10 settembre e, pertanto, la California non ebbe parte nelle operazioni come inizialmente previsto. Nuovi ordini la destinarono alla riconquista delle Filippine, inquadrata nella Settima Flotta del contrammiraglio Jesse Oldendorf che doveva effettuare, alimentare e proteggere gli sbarchi sull'isola di Leyte. La California formò con altre cinque navi da battaglia (USS Pennsylvania, USS Mississippi, Tennessee, USS Maryland, USS West Virginia) la linea da battaglia di Oldendorf.
Dal 17 al 23 settembre 1944 si spostò a Manus, dove si concentrò una grossa parte della flotta d'appartenenza; il 12 ottobre la Settima e la Terza Flotta statunitensi mossero contro le Filippine e il 19 la California e le unità sorelle cominciarono a bombardare Leyte, sulla quale divisioni dell'Esercito sbarcarono il giorno seguente. Notizie dell'avvicinamento di flotte giapponesi sull'arcipelago fecero sì che il naviglio pesante della Settima Flotta fosse schierato il 24 all'imbocco settentrionale dello stretto di Surigao, appena a sud delle teste di ponte. Quella stessa notte una parte della 2ª Flotta nipponica tentò di forzare il blocco e fu quasi completamente annientata dal lancio di siluri e dal tiro concentrato delle sei navi da battaglia; la California ebbe però alcuni problemi con uno degli apparati del tiro e, oltretutto, il suo comandante rischiò di abbordare la Tennessee dopo aver male interpretato una manovra della formazione statunitense. In totale l'unità aveva sparato 63 proietti da 356 mm. Dopo una vana corsa verso nord per soccorrere altri scaglioni della Settima Flotta, che avevano avuto a che fare con il grosso della squadra imperiale ed erano riusciti a contenerla, la California e le altre navi da battaglia di Oldendorf rimasero nelle acque filippine, impegnate in missioni di fuoco di supporto, per alcune altre settimane. Il 20 novembre la California mise la prua per Manus, dove poté fare rifornimento e aggiustare i sistemi di puntamento. In piena efficienza, tornò a Leyte per contribuire al pianificato, grande sbarco nell'ampio Golfo di Lingayen, sulla costa nordoccidentale di Luzon. Il tragitto della Settima Flotta passava per le Filippine centrali e fu costellato da attacchi kamikaze che colpirono svariate navi, pur senza riuscire a interdire lo sbarco, avvenuto la mattina del 6 gennaio 1945 dopo un'imponente preparazione d'artiglieria e aerea. Alle 17:00 circa apparve un ennesimo gruppo di kamikaze, due dei quali si gettarono sulla California: uno fu disintegrato dal tiro contraereo, ma l'altro esplose nella zona dell'albero prodiero. Lo schianto uccise 44 uomini e ne ferì altri 155, oltre a provocare seri danni. La corazzata rimase nel golfo per altri quattro giorni, oggetto di riparazioni d'emergenza, allo scopo di sostenere gli scontri a terra. Una volta assicurata la tenuta delle teste di ponte in allargamento, fu assegnata con altre navi a una missione di pattugliamento nel Mar Cinese Meridionale; il 22 gennaio lasciò definitivamente la zona d'operazioni.

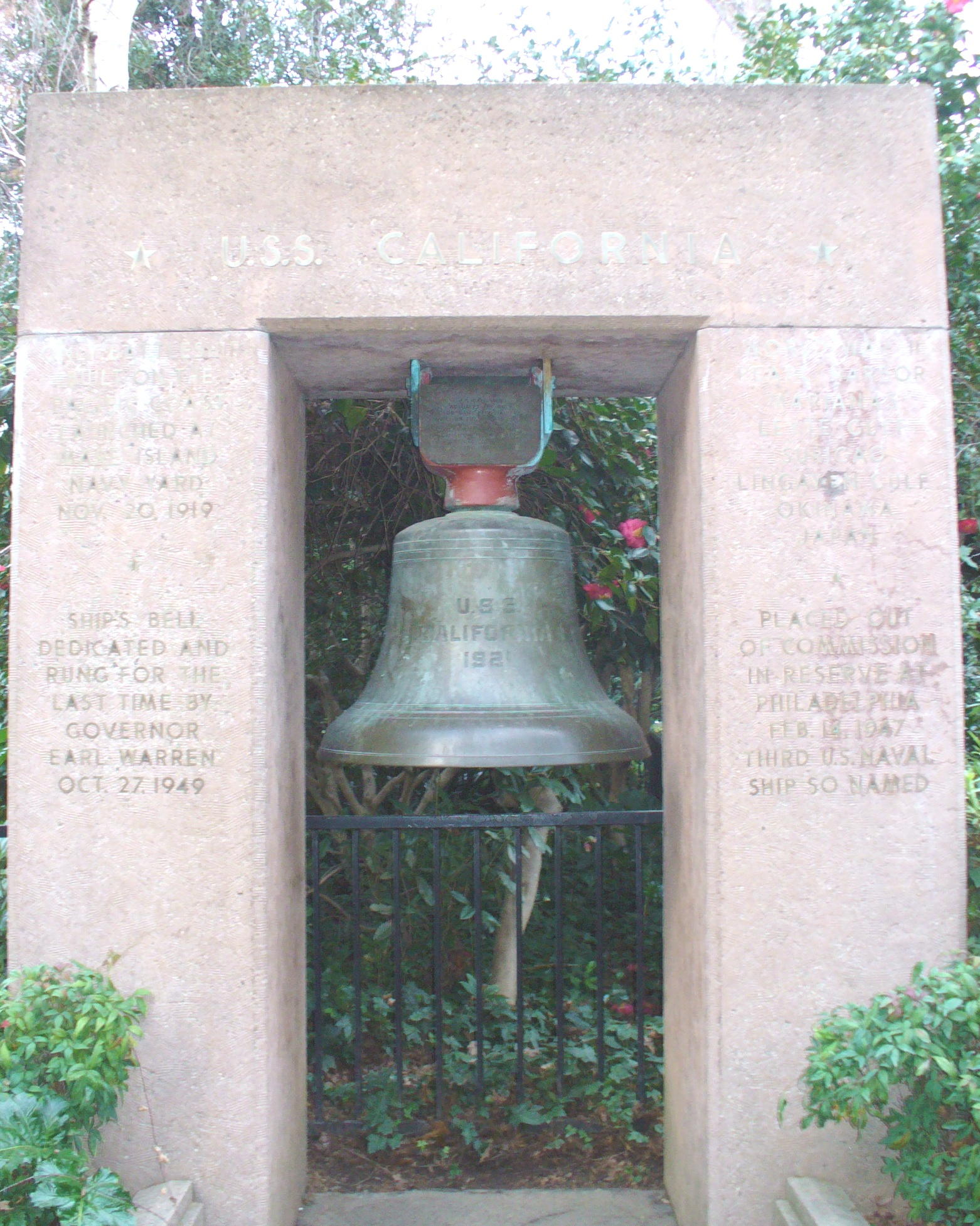
Il memoriale della nave da battaglia, a Sacramento

La California gettò le ancore al Puget Sound Naval Shipyard il 15 febbraio, dove fu rimessa a nuovo. I tecnici dell'arsenale provvidero inoltre a sbarcare gli apparati per il controllo del tiro Mark 8 e i 52 Oerlikon da 20 mm; il macchinario fu sostituito da un più recente Mark 13 e i pezzi da 40 installazioni binate di Oerlikon. Lasciati i cantieri e dopo una tappa a Pearl Harbor, arrivò il 15 giugno dinanzi l'isola di Okinawa, sulla quale la feroce battaglia era entrata nella sua fase conclusiva. La sua diretta partecipazione allo scontro si limitò alle giornate del 17 e 18 giugno: con gli incrociatori pesanti USS New Orleans e USS Tuscaloosa eseguì un massiccio bombardamento delle alture Yuza Dake e Yaeju Dake, ultimi fulcri della resistenza nipponica, su richiesta della 96th Infantry Division. Una settimana più tardi i combattimenti a Okinawa cessarono e la California rimase di guardia nell'area fino al 21 luglio; due giorni più tardi fu assegnata alla Task force 95, di stanza nelle Filippine e incaricata di vigilare su una serie di vaste operazioni di minamento nel Mar Cinese Orientale, completate senza particolari problemi o allarmi. Si spostò dunque nella baia di San Pedro (tra Leyte e Samar) dove l'equipaggio ebbe notizia, il 15 agosto, che l'Impero giapponese si era arreso.

### Ultimi anni e rottamazione
La California lasciò le Filippine pochi giorni più tardi e si fermò a Okinawa, base per organizzare lo sbarco pacifico delle forze d'occupazione in Giappone. Il 20 settembre salpò con una nutrita flotta e presenziò all'approdo di reparti della 6ª Armata nella baia di Wakanoura, nei pressi di Wakayama sull'isola di Honshū. Si trattenne in acque nipponiche, in veste di forza d'occupazione, fino al 15 ottobre, quando pervenne l'ordine di rimpatrio e di raggiungere la costa orientale statunitense. Assieme ad altre unità, la California intraprese un viaggio con tappe a Singapore, Colombo e Città del Capo; toccarono Filadelfia il 7 dicembre. Qui la veterana nave da battaglia rimase inoperosa per svariati mesi e, il 7 agosto 1946, fu trasferita alla flotta di riserva dell'Atlantic Fleet. Il 7 febbraio 1947 il suo status fu retrocesso ulteriormente e fu integrata nella riserva vera e propria, con equipaggio ridotto al minimo e manutenzione essenziale. Il 1º marzo 1959, ormai del tutto superata, fu radiata d'ufficio dal Naval Vessel Register e lo scafo, privato di ogni attrezzatura utile, fu infine venduto il 1º luglio o il 10 luglio alla Bethlehem Shipbuilding Corporation. La compagnia completò la demolizione entro la fine dell'anno.
La California ha ricevuto sette Battle star per le azioni condotte durante la seconda guerra mondiale. La campana della grande unità fu preservata e oggi è inserita in un memoriale di Capitol Park, a Sacramento.